# Církevní mateřská škola České Budějovice
Církevní mateřská škola České Budějovice je katolická mateřská škola sídlící v Českých Budějovicích v Lipenské ulici, vedle kostela Božského srdce Páně. Má kapacitu 75 dětí a jejím zřizovatelem je Kongregace sester Nejsvětější Svátosti.

## Výchovný program
Děti jsou rozděleny do tří skupin: nejmladší jsou píšťalky, pak následují berušky a hvězdičky. Ve třídách jsou společně děti od nejmladších až po předškoláky, včetně dětí se specifickými potřebami. Škola vychází z programu Křesťanská mateřská škola, děti jsou vedeny a vychovávány v křesťanském duchu. Škola umožňuje pravidelnou logopedickou péči a poskytuje rozšířenou hudební a výtvarnou výchovu. Děti se mimo jiné učí i pěstovat rostliny.

## Historie
Kongregace sester Nejsvětější Svátosti založila v Českých Budějovicích mateřskou školu v roce 1903. Její činnost byla zastavena v roce 1948 po nástupu komunistického režimu, obnovena byla v roce 1992. V roce 1997 byla školní budova důkladně renovována.